# De Tomaso Guarà
De Tomaso Guarà — спортивный автомобиль и последний проект основателя и владельца фирмы — Алехандро де Томазо. Впервые представленная в 1993 году на Женевском автосалоне, Guara была доступна в кузове купе, кабриолета и в виде кабриолета без крыши (в оригинале модель называлась Barchetta).

## История
Guara построена на базе прототипа Maserati Barchetta Stradale. Модификация Guara Spider представляла собой кабриолет с небольшим тентом. Всего было произведено 5 единиц кабриолетов этой модели. Первые автомобили (в основном купе) были проданы в 1994 году. Однако, после 2004 года не было выпущено ни одной машины, но несмотря на это, купе и кабриолет до 2005 года были в продаже в Италии, Австрии и Швейцарии.
Каркас кузова изготавливается из стекловолокна, кевлара и других композитов и устанавливался на трубчатой раме. Автомобиль марки Guara имел раму из алюминиевых сплавов, среднемоторную компоновку. Подвеска, использующая технологии Формулы-1 и IndyCar, имела двойные поперечные рычаги. Guara прежде всего известна своей высокой маневренностью, что делает её управляемость довольно непривычной для среднестатистического водителя.
Первые Guara были построены с использованием технологий и деталей интерьера BMW, затем автомобили были оборудованы двигателями и комплектующими Ford/Visteon (Канада). Guara не была омологирована для продаж в США.
Всего было выпущено примерно от 10 до 12 барчетт, 5 спайдеров и около 50 купе Guara.
Двигатели:
1993-1998
- BMW M60 B40, V8
- 4,0 л, 32-клапанный
- 286 л.с. в оригинале и 304 л.с. - заявленная мощность
- 6-ступенчатая механическая

1998-2004 (1993 — для Америки)
- Ford/Visteon V8
- 4,6 л, 32-клапанный
- 320 л.с. (239 кВт)
  - Двигатели с наддувом, мощностью 375 и 430 л.с. (280 и 321 кВт) - заявленная мощность
- Трансмиссия: 6-ступенчатая механическая
- Максимальная скорость
  - Купе: 270 км/ч (168 миль/ч)
  - Barchetta: 275 км/ч (171 миль/ч)
- Разгон 0-100 км/ч (62 миль/ч): около 5,0 с
- Вес
  - Купе: 1400 кг (3086 фунтов)
  - Barchetta: 1050 кг (2315 фунтов)
- Цены в 2005 году
- Купе: € 118000
- Barchetta: € 104000